# Wołów
Wołów là một thị trấn thuộc huyện Wołowski, tỉnh Dolnośląskie ở miền tây nam Ba Lan. Thị trấn có diện tích 19 km². Đến ngày 1 tháng 1 năm 2011, dân số của thị trấn là 12302 người và mật độ 664 người/km².